# Norrbomia fulvipennis
Norrbomia fulvipennis är en tvåvingeart som beskrevs av Marshall och Allen L.Norrbom 1992. Norrbomia fulvipennis ingår i släktet Norrbomia och familjen hoppflugor.
Artens utbredningsområde är Florida. Inga underarter finns listade i Catalogue of Life.